# Pico Biaó
Pico Biaó es un pico volcánico en la isla de Bioko, cerca de la localidad de Luba e incluido en el territorio de la Reserva científica de la Caldera de Luba, en la región insular del país africano de Guinea Ecuatorial. Con 1912 metros sobre el nivel del mar, es el segundo pico más alto de la isla y en el país. Cerca se encuentran el Pico de san Joaquín y el Pico de la Concepción.